# San Pedro Piedras Gordas
San Pedro Piedras Gordas är en ort i Mexiko.   Den ligger i kommunen Madero och delstaten Michoacán de Ocampo, i den södra delen av landet, 220 km väster om huvudstaden Mexico City. San Pedro Piedras Gordas ligger 2 118 meter över havet och antalet invånare är 114.
Terrängen runt San Pedro Piedras Gordas är kuperad. Runt San Pedro Piedras Gordas är det glesbefolkat, med 16 invånare per kvadratkilometer. Närmaste större samhälle är Villa Madero, 5,6 km söder om San Pedro Piedras Gordas. I omgivningarna runt San Pedro Piedras Gordas växer huvudsakligen savannskog.